# Antrain
Antrain (auch: Antrain-sur-Couesnon, bretonisch: Entraven; Gallo: Antrein) ist eine Ortschaft und eine Commune déléguée in der französischen Gemeinde Val-Couesnon mit 1.261 Einwohnern (Stand: 1. Januar 2022) im Département Ille-et-Vilaine in der Region Bretagne. Sie gehört zum Arrondissement Fougères-Vitré und zum Kanton Antrain. Die Einwohner werden Antrainais genannt.

## Geographie
Antrain liegt etwa 25 Kilometer westnordwestlich von Fougères am Couesnon, der die westliche Gemeindegrenze bildet und in den hier die Louisance einmündet. Umgeben wurde die Gemeinde Antrain von den Nachbargemeinden Sacey im Norden und Nordosten, Saint-Ouen-la-Rouërie im Osten, Tremblay im Süden, La Fontenelle im Westen sowie Sougeal im Nordwesten.

## Geschichte
Das Gebiet von Antrain war seit der Jungsteinzeit besiedelt, was Ausgrabungen Anfang des 20. Jahrhunderts nachgewiesen haben. 
Während des römischen Reiches lag der Ort an der Kreuzung mehrerer Straßen. 
Im Mittelalter lag der Ort am Pilgerweg zum Mont-Saint-Michel. Nach der Schlacht von Azincourt im Jahr 1415 wuchs die Bevölkerungszahl durch Flüchtlinge an. Die Bevölkerung lebte vor allem von der Tuchhersteller und von den Textilfärbereien. Dieser Wirtschaftszweig erfuhr im 18. Jahrhundert einen langsamen Niedergang, deshalb nahm nun die Bevölkerungszahl ab.
Die Gemeinde Antrain wurde am 1. Januar 2019 mit La Fontenelle, Saint-Ouen-la-Rouërie und Tremblay zur Commune nouvelle Val-Couesnon zusammengeschlossen.

## Bevölkerungsentwicklung
| Jahr                       | 1962 | 1968 | 1975 | 1982 | 1990 | 1999 | 2006 | 2017 |
| Einwohner                  | 1444 | 1443 | 1548 | 1499 | 1489 | 1387 | 1409 | 1302 |
| Quellen: Cassini und INSEE |      |      |      |      |      |      |      |      |

## Sehenswürdigkeiten
- Kirche Saint-André aus dem 12. Jahrhundert, Umbauten aus dem 16./17. Jahrhundert
- Schloss Bonnefontaine aus dem 16. Jahrhundert, seit 1943 Monument historique, im Eigentum der Grafen de Rohan-Chabot
- Herrenhaus von La Choltais
- Mühle Baudry
- Brücke über den Couesnon aus dem 18. Jahrhundert
- Brücke über die Loisance aus dem 18. Jahrhundert

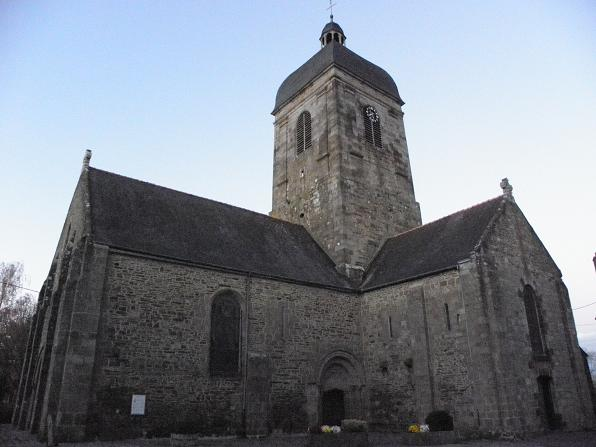
Kirche Saint-André
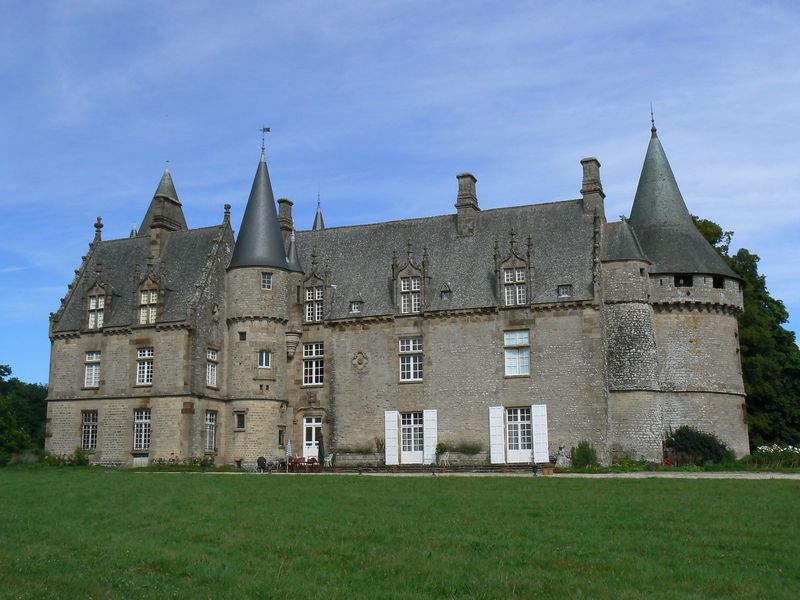
Schloss Bonnefontaine

## Persönlichkeiten
- Maurice Delarue (1919–2013), Journalist